# ديفيد غريغ مكينتوش
ديفيد غريغ مكينتوش (بالإنجليزية: David Gregg McIntosh)‏ هو ضابط أمريكي، ولد في 16 مارس 1836 في Society Hill, South Carolina ‏ في الولايات المتحدة، وتوفي في 16 أكتوبر 1916 في توسون في الولايات المتحدة.